# Joseph Gueguen
Pour les articles homonymes, voir Gueguen, Guéguen et Joseph Guéguen (homme politique).
Joseph Gueguen (né le 2 mai 1741 à Morlaix, mort le 19 décembre 1825 à Cocagne), était un domestique, secrétaire, interprète, traducteur, marchand et juge de paix acadien.

## Biographie
Joseph Gueguen naît le 2 mai 1741 à Morlaix, en France. Il est le fils de Jacques Gueguen et d’Anne Hamonez.
Il émigre en Acadie en avril 1753, sur le même bateau que Jean-Louis Le Loutre. Il devient ensuite domestique et secrétaire de son demi-frère Jean Manach et le suit dans ses voyages, où il apprend la langue micmacque.
En 1755, il s'échappe à l'île Saint-Jean, de nos jours l'Île-du-Prince-Édouard, au début Déportation des Acadiens, avant de prendre un bateau vers Québec. Il entre vraisemblablement au Petit Séminaire, où il étudie jusqu'en 1758. Il retourne en Acadie la même année, à la baie du Vin, mais doit se réfugier à l'île Boishébert, où les conditions de vie sont très mauvaises. En 1759, le vicaire général Pierre Maillard propose aux réfugiés de se soumettre aux Britanniques; Joseph Gueguen, avec d'autres Acadiens, se rend en janvier 1760 aux fort Beauséjour mais sont emprisonnés sur le champ. Il est toutefois nommé traducteur, interprète et responsable de la distribution des vivres. Il remplit aussi certaines fonctions religieuses en l'absence des missionnaires. En septembre de la même année, il épouse Anne Arseneault; le couple aura six enfants. En 1765, il est toujours emprisonné mais il refuse de signer un serment d'allégeance à la couronne britannique. Il se réfugie à Saint-Pierre-et-Miquelon à la fin de l'année, en compagnie de nombreux Acadiens; ils sont toutefois chassés du territoire en 1767. Il achète un bateau à voile avec son beau-père et ils arrivent à Halifax en octobre; il se rend à Cocagne le mois suivant, ayant obtenu la permission de s'y établir. Il est par ailleurs l'un des fondateurs du village.
Il fonde un comptoir de traite de la fourrure, qui comprend rapidement un magasin, un entrepôt, une grange, un quai et une terre de 472 acres ; il est le seul acadien à faire ce commerce à une si grande échelle et il est même vraisemblablement le marchand le plus prospère de l'Acadie entre 1770 et 1790. Il possède aussi une goélette pour la pêche à la morue, dont il fait aussi le commerce. Il semble avoir des problèmes avec les Micmacs, qui ne lui ont toujours pas remboursé 5 709 livres en 1818, plus de 18 ans après une vente.
Son épouse meurt en 1768, lui laissant quatre enfants à charge, et il se remarie avec la veuve Marie Quessy, qui lui donne trois enfants. Le couple se chicane souvent et Marie s'enfuit avec ses enfants ; elle affirme à un juge de paix avoir pensé le tuer à plusieurs reprises. Joseph tente d'obtenir le divorce, sans succès.
Lorsque la révolution américaine éclate en 1775, Joseph Gueguen s'affiche comme neutre. C'est d'ailleurs sur sa propriété qu'à probablement lieu la rencontre entre le rebelle John Allan[Lequel ?] et les chefs micmacs de la Nouvelle-Écosse en 1776 ; il fait office d'interprète mais leur propose de rester neutre et de ne pas attaquer les Britanniques, un avis qu'ils respectent. Sa position déplait aux rebelles, qui lui volent de l'argent, une goélette et des marchandises en 1778.
Il fait partie, tout comme Otho Robichaud et Alexis Landry, du conseil des patriarches, une sorte de gouvernement parallèle entre 1784 et 1810, et essaie de résister à l'oppression des britanniques et de défendre les intérêts des Acadiens. Il devient juge de paix en 1794, en plus d'être notaire, arpenteur et prêtre suppléant. Il possède une importante bibliothèque, léguée en grande partie par Jean Manach ; les prêtres l'accusent d'ailleurs de posséder des « livres dangereux » et d'influencer la population. Il rédige des manuscrits en français et en micmac en se basant sur les travaux linguistiques de Pierre Maillard[Lequel ?].
En 1807, un an après la mort de Marie Quessy, il épouse la veuve Nanette Surette, qui lui donne quatre enfants.
Il meurt le 19 décembre 1825 à Cocagne ; il est surnommé le « Docteur », le « savant » ou « sieur Joseph Guéguen, écuyer ».

## Culture
Joseph Gueguen est mentionné dans le recueil de poésie La terre tressée, de Claude Le Bouthillier.